# Colinas do Tocantins
Colinas do Tocantins is een gemeente in de Braziliaanse deelstaat Tocantins. De gemeente telt 30.666 inwoners (schatting 2009).